# Paznaun (Gemeinde Ischgl)
Paznaun ist ein Ort im Paznaun in Tirol und gehört zur Gemeinde Ischgl im Bezirk Landeck.

## Geographie
Der Weiler liegt 25 Kilometer südwestlich von Landeck, taleinwärts nahe bei Ischgl, gegenüber Pasnatsch auf der anderen Seite der Trisanna, auf etwa 1360 m ü. A. Höhe.
Der Ort umfasst etwa 20 Gebäude. Er liegt am Fuß des Lattenkopfs (2454 m ü. A.), wenig unterhalb mündet der Pitschbach, einer der vielen gefährlicheren Lawinenstriche des Paznauns, und neben der größeren Madleinlawine der zweite, der den Ort Ischgl direkt bedroht – daher ist das Kar am Lattenkopf aufwändig lawinenverbaut.
Etwas weiter flussabwärts liegt, gegenüber dem Sportplatz, der Hochseilgarten Ischgl.
Nachbarorte:
|        |                                             | Versahl   |
|        | Kompassrose, die auf Nachbargemeinden zeigt | Ischgl    |
| Mathon |                                             | Pasnatsch |

## Geschichte

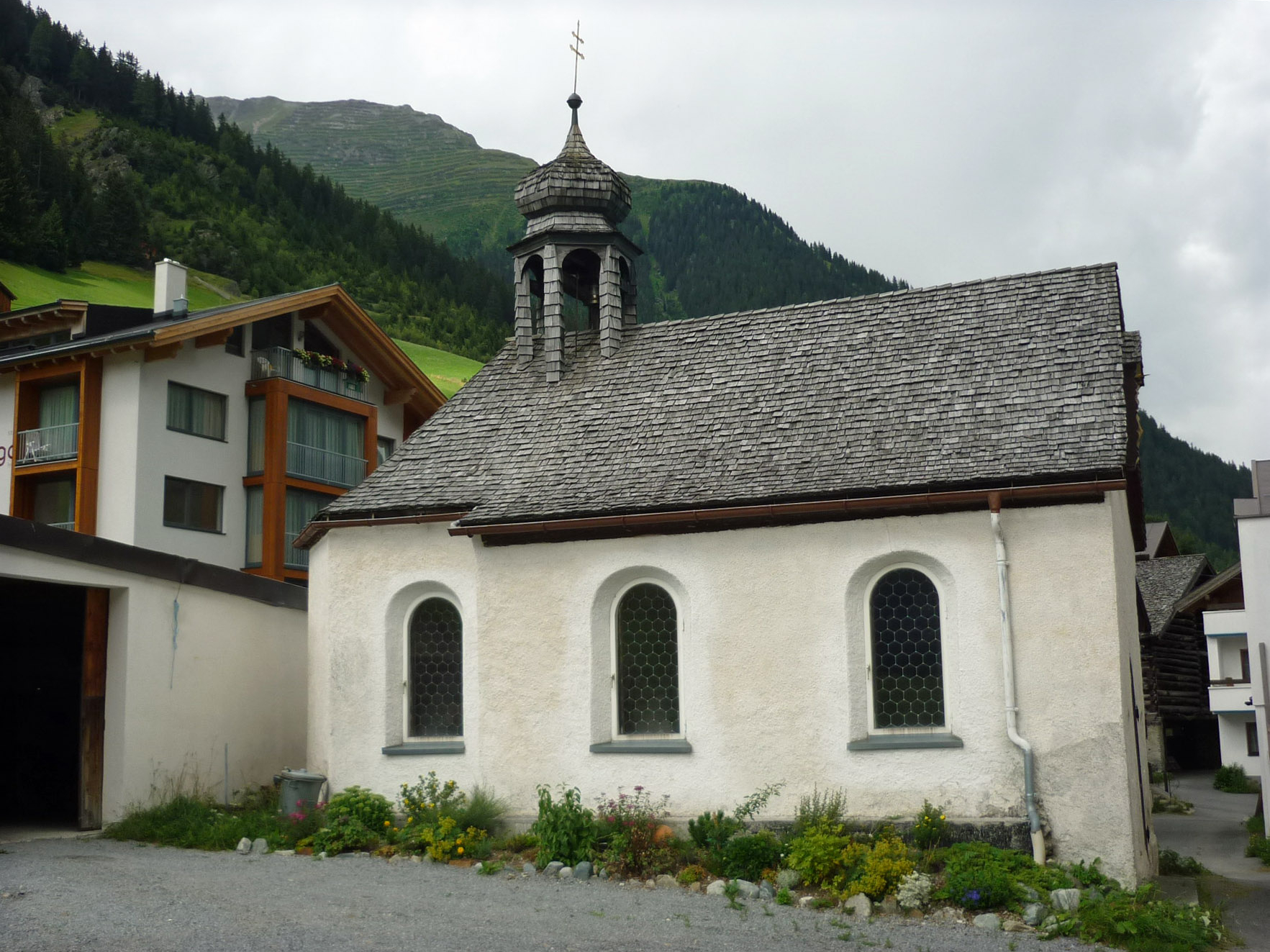
Ortskapelle Paznaun

Der Weiler entstand wohl um die Nothelferkapelle Paznaun (Kapelle hl. Blasius). Sie trägt das Patrozinium des Heiligen Blasius von Sebaste, Nothelfer und Schutzpatron des Viehs – da im Paznaun kein Getreideanbau möglich war, spezialisierte man sich auf die Zucht von Jungvieh, das man gegen zollfrei importiertes Getreide und Mais tauschte. Die Barockkapelle steht unter Denkmalschutz.
Die Kapelle wurde ursprünglich wohl 1675 erbaut, 1762 durch ein Hochwasser beschädigt und beim großen Hochwasser 1764 zerstört. Die Kapelle wurde nach 1764 hangaufwärts neu erbaut. Der Weiler Paznaun selbst entstand vermutlich ab dem späteren 18. Jahrhundert um diese neue Vierzehn-Nothelfer-Kapelle.
1871 gab es über die Pitschenriefe schwere Vermurungen.